# Dixophlebia
Dixophlebia är ett släkte av fjärilar. Dixophlebia ingår i familjen björnspinnare.
Kladogram enligt Catalogue of Life:
| Dixophlebia | \| \| Dixophlebia holophaea \| \| \| \| \| \| Dixophlebia quadristrigata \| \| \| \| |
|             | \| \| Dixophlebia holophaea \| \| \| \| \| \| Dixophlebia quadristrigata \| \| \| \| |
|             | Dixophlebia holophaea                                                                |
|             |                                                                                      |
|             | Dixophlebia quadristrigata                                                           |
|             |                                                                                      |